# Kaylee DeFer
Kaylee DeFer (właściwie Kaylee Vanni, ur. 23 września 1986 w Tucson, Arizona) – amerykańska aktorka.

## Filmografia
- 2011: Czerwony stan jako Dana
- 2011: Plotkara jako Charlie Rhodes (Ivy Dickens)
- 2006: Flicka jako Miranda
- 2005: Domowy front jako Hillary
- 2005: Tajniak z klasą jako Des

## Gościnnie
- 2004: Pięcioraczki jako Stephanie
- 2004-2005: Moutain jako Scarlett
- 2004: Listen Up jako Brooke
- 2004: Drake i Josh jako piękna dziewczyna
- 2004-2005: Gorące Hawaje jako Emily